# .40-60 Winchester

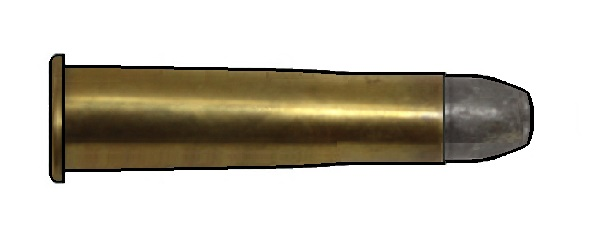
O cartucho .40-60 Winchester.

O .40-60 Winchester (ou .40-60 WCF) é um cartucho de fogo central para rifle, com aro em formato "cônico", projetado para uso em rifles por ação de alavanca pela Winchester Repeating Arms Company em 1884.

## Descrição e Performance

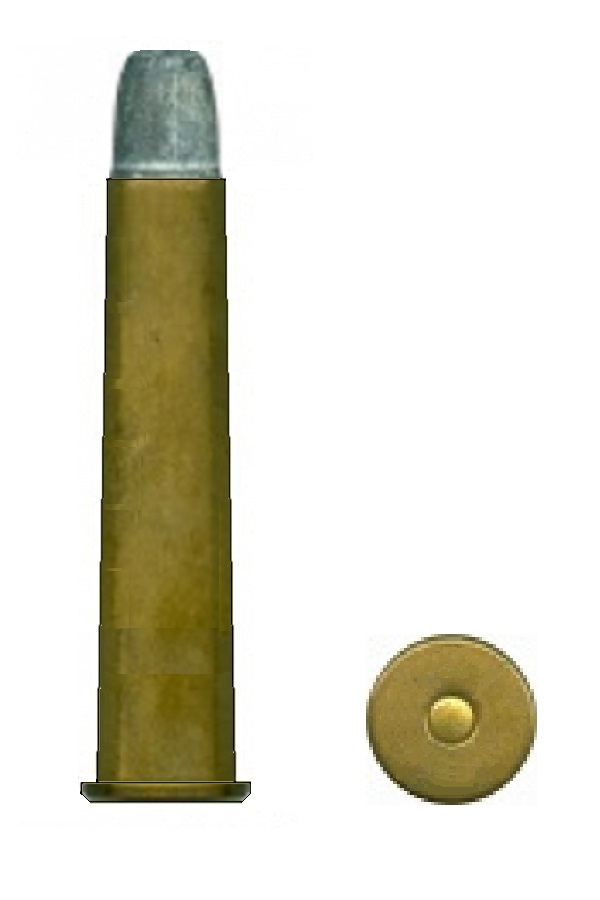
O .40-60 WCF.

O .40-60 Winchester é um cartucho de rifle projetado para caça maior do século XIX. A nomenclatura da época indicava que o cartucho de 40-60 continha uma bala de 0,405 polegadas (10 mm) de diâmetro e era carregado com 60 grãos (3,9 g) de pólvora. A Winchester disponibilizou no cartucho .45-60 Winchester uma bala de balística aprimorada para o rifle Winchester Model 1876.
A vantagem do "Model 1876" por ação de alavanca de carregamento mais rápido para tiros subsequentes foi eclipsada dois anos depois pelo Model 1886 mais forte e suave, capaz de lidar com cartuchos mais longos com balas mais pesadas.
Os cartuchos .40-60 WCF e cartuchos curtos semelhantes projetados para o rifle "Model 1876" tornaram-se obsoletos enquanto os caçadores do século XX preferiam cargas de pólvora sem fumaça mais poderosos de cartuchos projetados para rifles mais fortes. A produção Winchester de cartuchos de .40-60 WCF terminou durante a "Grande Depressão".

## Dimensões

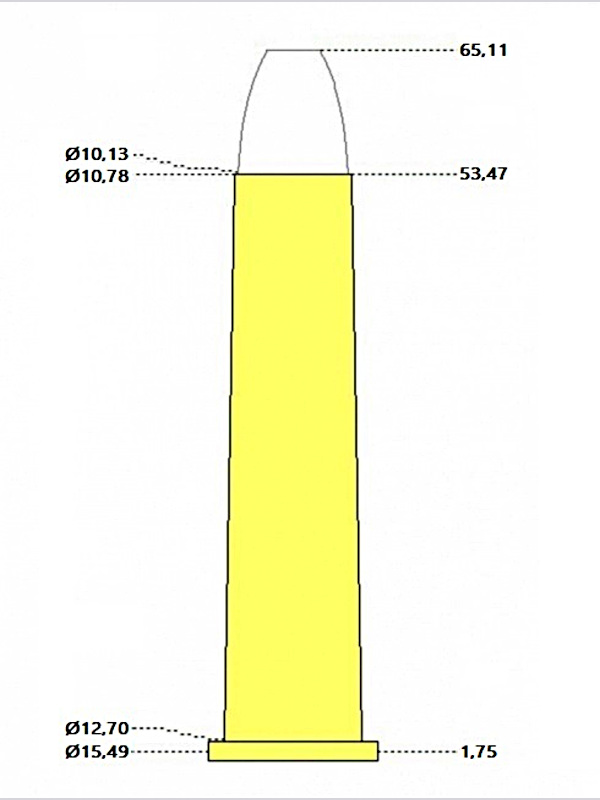